# Championnat d'Azerbaïdjan de football 2023-2024
Navigation
Édition précédente Édition suivante
La saison 2023-2024 du Championnat d'Azerbaïdjan de football est la trente-deuxième édition de la première division en Azerbaïdjan. Les dix meilleurs clubs du pays sont regroupés au sein d'une poule unique où ils s'affrontent quatre fois, deux fois à domicile et deux fois à l'extérieur.
Lors de cette saison, le Qarabağ FK défend son titre face à 9 autres équipes.
Trois places qualificatives pour les compétitions européennes sont attribuées par le biais du championnat (une place au deuxième tour de qualification de la Ligue des champions 2024-2025 et deux places au deuxième tour de qualification de la Ligue Conférence 2024-2025). Une autre place qualificative pour la Ligue Europa 2024-2025 sera garantie au vainqueur de la Coupe d'Azerbaïdjan.

## Participants
- Qarabağ FK
- Sabah FC
- FK Neftchi Bakou
- FK Qabala
- Zirə FK
- PFK Turan Tovuz
- Kapaz PFC
- FK Sumgayit
- Sabail FK
- Araz Nakhitchevan - promu de D2

## Compétition

### Classement
Le classement est calculé avec le barème de points suivant : une victoire vaut trois points, le match nul un. La défaite ne rapporte aucun point.
En cas d'égalité de points les critères sont : 
1. le plus grand nombre de points en confrontation directe;
2. la différence de but dans les confrontations directes ;
3. plus grand nombre de buts ;
4. plus grand nombre de buts à l'extérieur dans les confrontations directes ;
5. plus grande différence de buts générale ;
6. plus grand nombre de buts marqués

| Rang | Équipe              | Pts | J  | G  | N  | P  | Bp | Bc | Diff |
| ---- | ------------------- | --- | -- | -- | -- | -- | -- | -- | ---- |
| 1    | Qarabağ FK T,C      | 83  | 36 | 26 | 5  | 5  | 97 | 37 | +60  |
| 2    | Zirə FK             | 58  | 36 | 16 | 10 | 10 | 33 | 22 | +11  |
| 3    | Sabah FC            | 58  | 36 | 17 | 7  | 12 | 50 | 40 | +10  |
| 4    | FK Sumgayit         | 57  | 36 | 15 | 12 | 9  | 37 | 38 | -1   |
| 5    | FK Neftchi Bakou    | 56  | 36 | 16 | 8  | 12 | 51 | 40 | +11  |
| 6    | PFK Turan Tovuz     | 48  | 36 | 13 | 9  | 14 | 53 | 53 | 0    |
| 7    | Sabail FK           | 42  | 36 | 11 | 9  | 16 | 50 | 60 | -10  |
| 8    | Araz Nakhitchevan P | 36  | 36 | 9  | 9  | 18 | 31 | 50 | -19  |
| 9    | Kapaz PFC           | 35  | 36 | 9  | 8  | 19 | 39 | 67 | -28  |
| 10   | FK Qabala           | 26  | 36 | 7  | 5  | 24 | 30 | 64 | -34  |

Qualifications européennes
Ligue des champions 2024-2025
- 1er : 2e tour de qualification

Ligue Europa 2024-2025
- 2e : 1er tour de qualification

Ligue Conférence 2024-2025
- 3e et 4e : 2e tour de qualification

Relégation en deuxième division
- 10e : relégation

Abréviations
- Comme le champion, Qarabağ FK[1], gagne également la Coupe d'Azerbaïdjan[2], la place en Ligue Europa 2024-2025 est redistribuée au vice-champion, Zirə FK.

## Tableau d'honneur
| Championnat d'Azerbaïdjan de football 2023-2024 |                        |
| Champion                                        | Qarabağ FK (11e titre) |
| Dauphin                                         | Zirə FK                |
| Coupes et trophées                              |                        |
| Vainqueur de la Coupe d'Azerbaïdjan 2023-2024   | Qarabağ FK             |
| Qualifications continentales                    |                        |
| Ligue des champions 2024-2025                   | Qarabağ FK             |
| Ligue Europa 2024-2025                          | Zirə FK                |
| Ligue Conférence 2024-2025                      | FK Sumgayit            |
| Ligue Conférence 2024-2025                      | Sabah FC               |
| Promotions et relégations                       |                        |
| Promus en première division                     | Shamakhi FK            |
| Relégués en deuxième division                   | FK Qabala              |